# 아사히역 (고치현)
아사히역(일본어: 旭駅)은 일본 고치현 고치시에 위치한 시코쿠 여객철도 도산 선의 철도역이다. 역 번호는 K03이며, 상대식 승강장 2면 2선의 구조를 지닌 지상역이다.

## 타는 곳
| 1 | ■ 도산 선 | (하행) | 이노 · 스사키 · 구보카와 · 나카무라 · 스쿠모 방면 | 도사쿠로시오 철도 나카무라 선 · 스쿠모 선 직통 포함 |
| 2 | ■ 도산 선 | (상행) | 고치 · 도사야마다 · 다카마쓰 · 오카야마 방면      | (요산선 · 세토대교 선 직통 포함)                    |

## 역 주변
- 도사 전기 철도 이노 선 아사히에키마에도리 역
- 고치가쿠엔 단기대학
- 고치 시 수도국 아사히 정수장

## 역사
- 1924년 11월 15일: 고치 선의 역으로서 개업.
- 1969년 10월 1일: 배달의 취급을 폐지.
- 1985년 3월 14일: 하물의 취급을 폐지.
- 1987년 4월 1일: 국철 분할 민영화에 의해 시코쿠 여객철도가 승계.
- 2005년 3월 1일: 다이어 개정에 의해, 특급 열차의 당 역 정차 개수가 대폭 증가.
- 2013년 7월 31일: 윌리 윙키 아사히 점이 폐점.

## 인접 역
| 시코쿠 여객철도 도산 선            | 시코쿠 여객철도 도산 선 | 시코쿠 여객철도 도산 선         |
| ---------------------------------- | ----------------------- | ------------------------------- |
| K 02 엔교지구치 다도쓰 · 고치 방면 | 도산 선                 | 고치쇼교마에 K 04 구보카와 방면 |